# Edmond Boichut
 (novembre 2023).

Edmond Boichut, né le 7 août 1864 à Mélisey (Haute-Saône) et mort le 6 juin 1941 à Vichy, est un général français, grand-croix de la Légion d'honneur et médaillé militaire, ayant combattu lors de la Première Guerre mondiale et la campagne du Rif.

## Biographie
Engagé pour cinq ans, le 21 août 1884, au 27e régiment d'infanterie, il entre comme élève à l'École polytechnique le 1er septembre 1885. Il en sort en 1887, puis entre à l'École de l'artillerie.
Sous-lieutenant le 1er août 1889, il rejoint le 4e régiment d'artillerie, puis, le 27 février 1891, le 12e régiment d'artillerie. Lieutenant le 10 juillet 1892, il est affecté au 19e régiment d'artillerie le 30 juin 1893.
Capitaine en second le 25 mai 1897, il est muté au 38e régiment d'artillerie le 12 juillet 1897. Le 7 août 1889, il est affecté au 6e régiment d'artillerie, puis au 22e régiment d'artillerie le 22 septembre 1903. Il devient capitaine le 24 mars 1905. Promu chef d'escadron le 25 mars 1906, il rejoint le 12e régiment d'artillerie, puis revient au 22e régiment d'artillerie le 11 octobre 1907. Le 23 décembre, il prend le commandement du 61e régiment d'artillerie.
Général de brigade le 26 juin 1915, il commande l'artillerie du 32e corps d'armée. Le 22 janvier 1916, il est commandant de l'artillerie de la place fortifiée de Verdun, puis, le 28 février 1916, commandant de l'artillerie de la 2e armée et le 19 mars 1916, commandant de l'artillerie du 34e corps d'armée.
Le 16 juin 1917, il prend le commandement de la 163e division d’infanterie, et est promu général de division le 20 décembre 1917. Il commande la dernière attaque française dans la Meuse. Avec le 415e régiment d'infanterie il mène la traversée de la Meuse le 9 novembre 1918. Ce régiment sonne le coup de clairon de l'armistice de 1918.
Il est commandant supérieur des troupes du Maroc (CSTM) de décembre 1925 à novembre 1926. Il obtient dans le Rif marocain la soumission d'Abdelkrim al-Khattabi. 
Il est élevé à la dignité de grand-croix de la Légion d'honneur le 10 juin 1926 puis decoré de la médaille militaire le 28 décembre 1928 avec la citation suivante : « Officier général de haute valeur, qui s'est brillamment conduit pendant la guerre. A rendu ensuite des services particulièrement éminents comme commandant supérieur des troupes du Maroc pendant la campagne du Rif ».
Du 22 juin 1926 au 7 août 1929 il est membre du Conseil supérieur de la guerre. 
De 1926 à 1929, il est gouverneur militaire de Strasbourg.
Une place porte son nom à Gray (Haute-Saône).

## Décorations
- Médaille militaire (28 décembre  1928)
- Grand-croix de la Légion d'honneur (10 juin 1926)